# Jean C. Havez
Pour les articles homonymes, voir Havez.
Jean C. Havez (Baltimore, 24 décembre 1872 - Beverly Hills, 11 février 1925) est un auteur de chansons parodiques et un scénariste du cinéma muet américain. 
Au cours de sa carrière cinématographique, Havez travailla en tant que scénariste avec les célèbres comédiens du burlesque Roscoe Arbuckle, Harold Lloyd et Buster Keaton. En 1916, il est assistant-réalisateur auprès de Frank Griffin sur Better Late Than Never et apparaît comme acteur dans Malec l'insaisissable (The Goat) et Les Fiancées en folie (Seven Chances).

## Filmographie en tant que scénariste
- 2 janvier 1916 : Dizzy Heights and Daring Hearts de Walter Wright
- 30 septembre 1917 : Fatty docteur (Ho Doctor!) de Roscoe Arbuckle
- 7 septembre 1919 : Fatty cabotin (Back Stage) de Roscoe Arbuckle
- 26 octobre 1919 : Fatty au village ou Un garçon séduisant (The Hayseed) de Roscoe Arbuckle
- 11 janvier 1920 : Le Garage infernal (The Garage) de Roscoe Arbuckle
- 25 décembre 1921 : Marin malgré lui (A Sailor-Made Man) de Fred C. Newmeyer avec Harold Lloyd
- 3 septembre 1922 : Le Petit à Grand-maman (Grandma's Boy) de Fred C. Newmeyer avec Harold Lloyd
- 26 novembre 1922 : Dr Jack de Fred C. Newmeyer avec Harold Lloyd
- 1er avril 1923 : Monte là-dessus ! (Safety Last!) de Fred C. Newmeyer avec Harold Lloyd
- 24 septembre 1923 : Les Trois Âges (Three Ages) de Buster Keaton
- 19 novembre 1923 : Les lois de l'hospitalité (Our Hospitality) de Buster Keaton
- 13 mars 1924 : La Croisière du Navigator (The Navigator) de Buster Keaton
- 21 avril 1924 : Sherlock Junior (Sherlock Jr.) de Buster Keaton
- 11 mai 1924 : Racing Luck (en) de Herman C. Raymaker avec Monty Banks
- 11 mars 1925 : Les Fiancées en folie (Seven Chances) de Buster Keaton